# قائمة شواطئ المغرب

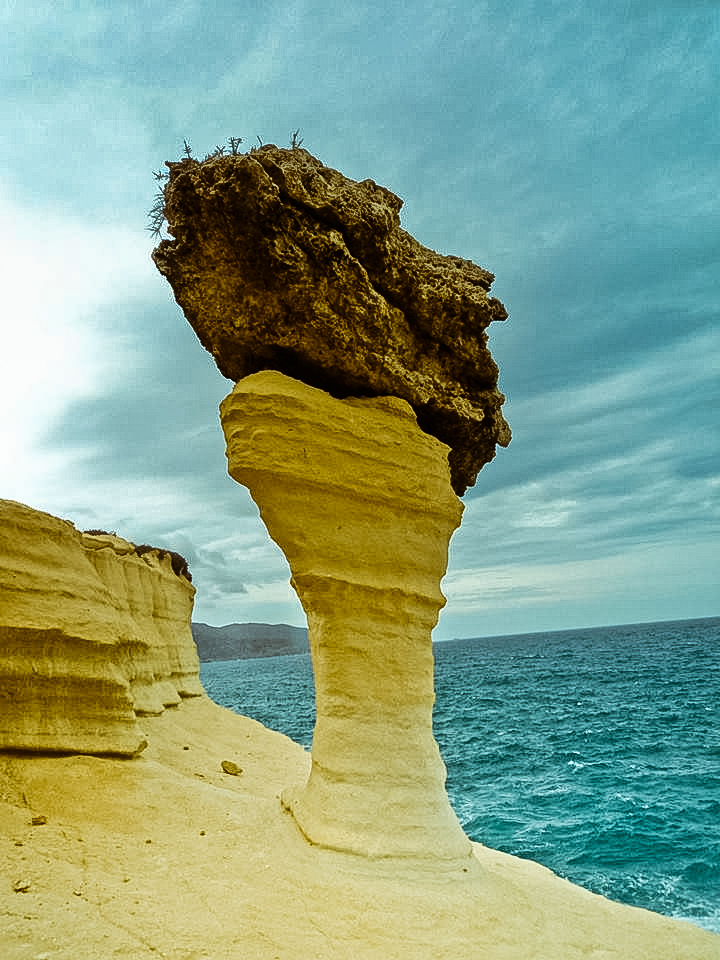
صورة من الضفة الجنوبية للبحر الأبيض المتوسط على الساحل المغربي لمنطقة الريف الشهيرة

يتوفر المغرب على واجهتين ساحليتين تتمثل في 3500 كيلومترا من الشواطئ، ثلثها على البحر الأبيض المتوسط، والبقية على المحيط الأطلسي. فالبحر الأبيض المتوسط والمحيط الأطلسي يقترحان على الزوار، شواطئ هادئة ومتنوعة المناظر الطبيعية. وهو ما يجعل منه وجهة مفضلة لعشاق السياحة الشاطئية والمغامرات البحرية خصوصا خلال فصل الصيف.
وهذه قائمة لأهم شواطئ المغرب، مصنفة حسب ضفتي البحر الأبيض المتوسط والمحيط الأطلسي.

## شواطئ البحر الأبيض المتوسط

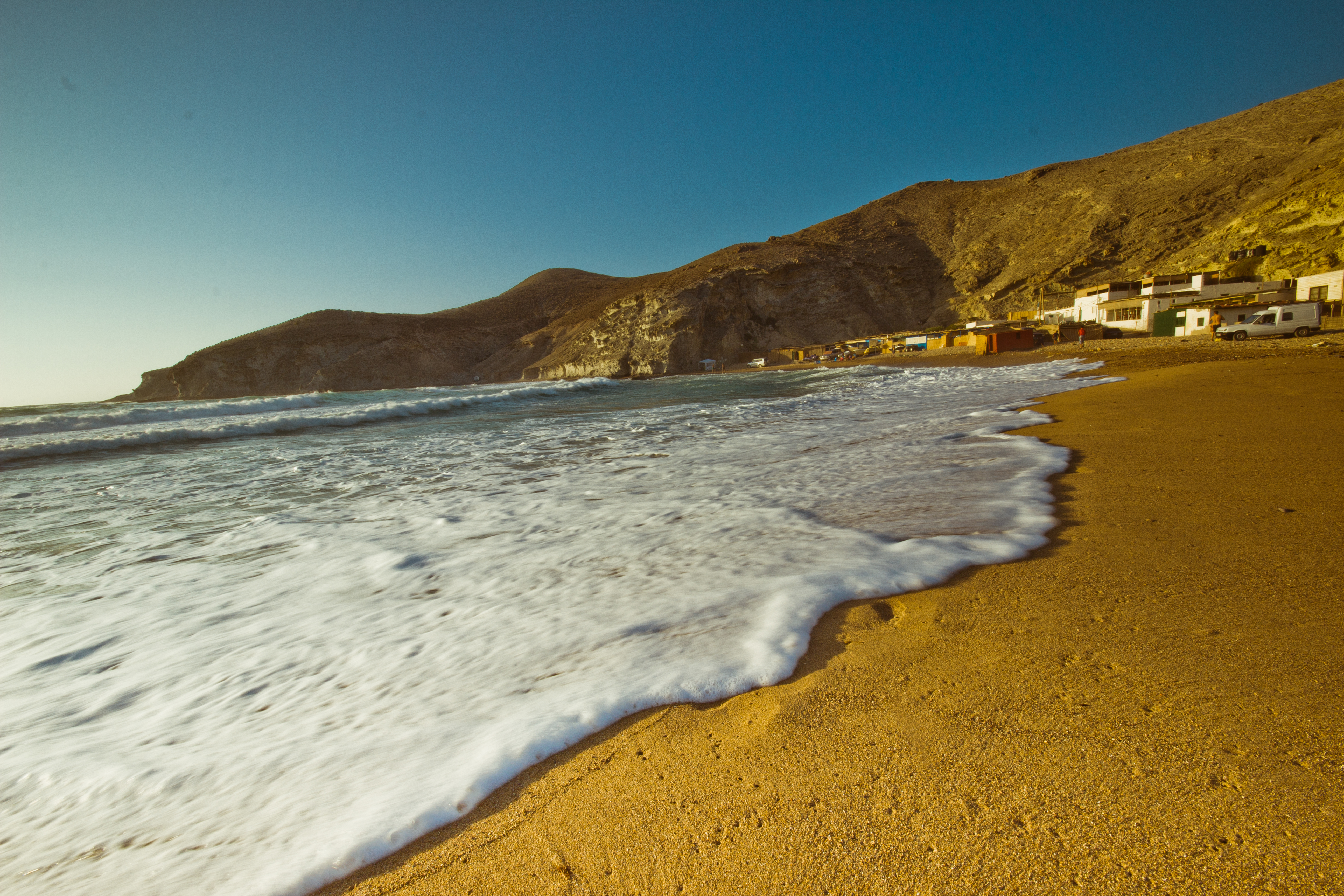
شاطئ رملي في إحدى القرى النائية على الساحل المتوسطي لجبال الريف بالمغرب

### شواطئ طنجة
- شاطئ مالاباطا
- شاطئ طنجة
- شاطئ الغاندوري
- شاطئ مرقالة

### شواطئ تطوان
- شاطئ مارتيل
- شاطئ الرأس الأسود (كابو نيكرو)
- شاطئ المضيق
- شاطئ سد اسمير
- شاطئ كبيلا
- شاطئ مارينا
- شاطئ الحجرات الثلاث صخرات
- شاطئ الفنيدق

### شواطئ الحسيمة
- شاطئ الصفيحة (الحسيمة)
- شاطئ إسلي
- شاطئ السواني
- شاطئ كالابونيطا

### شواطئ الناظور
- شاطئ قرية أركمان (الناظور)

### شواطئ السعيدية
- شاطئ السعيدية

## جهة الرباط سلا القنيطرة

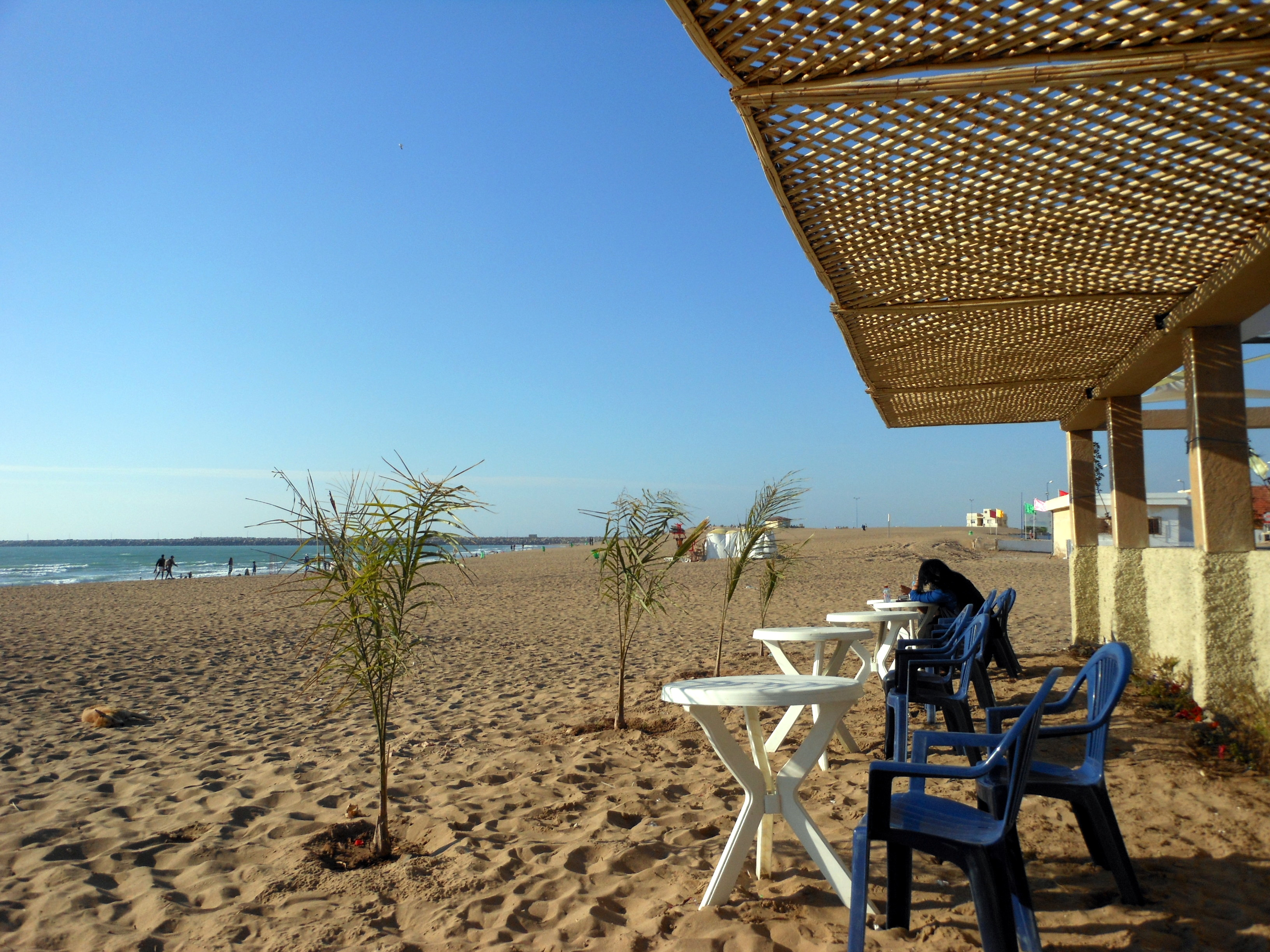
شاطئ مهدية

### شواطئ القنيطرة
- شاطئ مهدية
- شاطئ سيدي بوغابة
- شاطئ الشليحات

### شواطئ الرباط
- شاطئ مدينة الرباط

### شواطئ تمارة
- شاطئ بتي فالدور
- شاطئ وادي كم
- شاطئ رمال دهبية

## جهة الدار البيضاء سطات

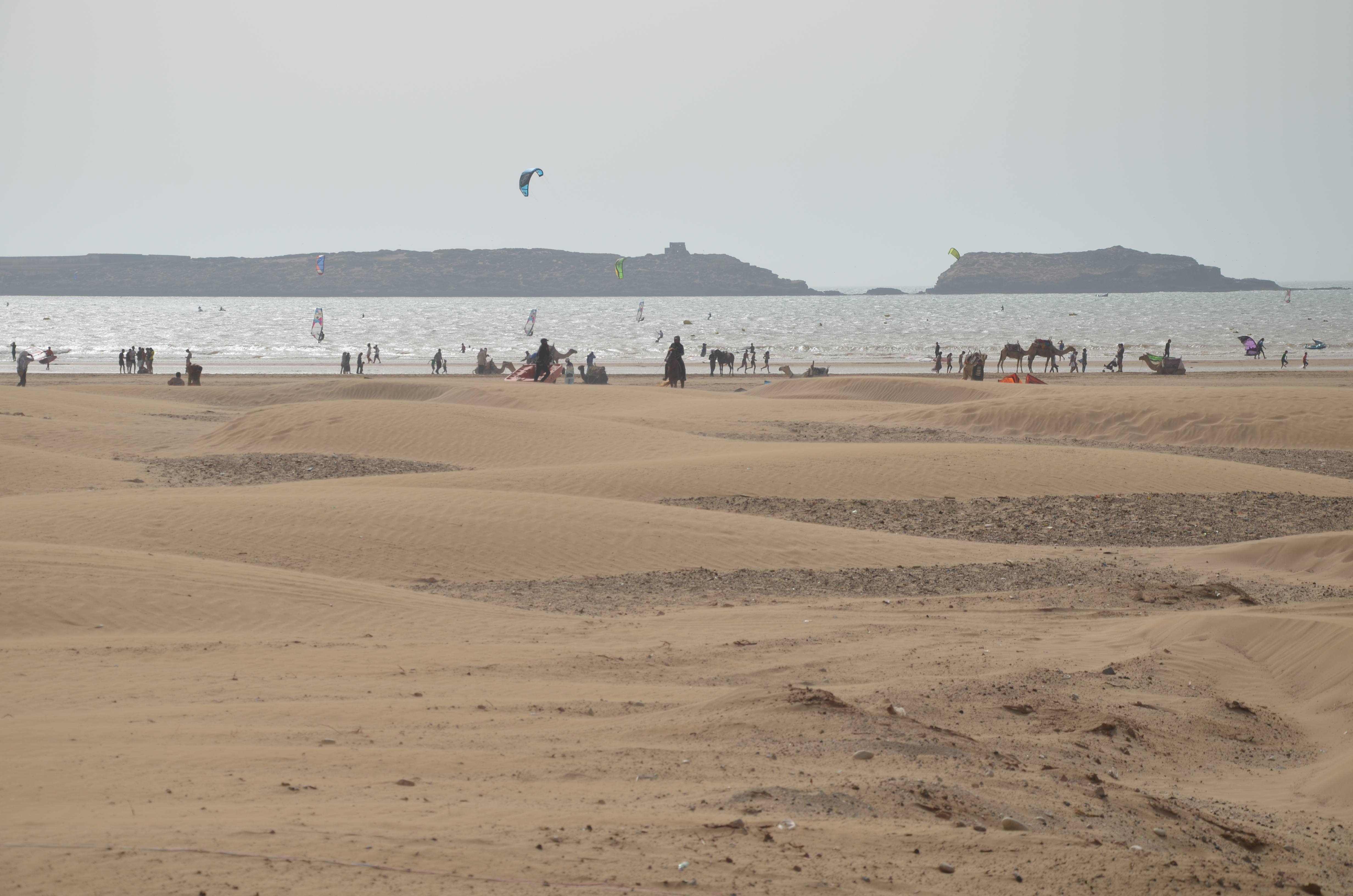
شاطئ الوليدية

### شواطئ الدار البيضاء
- شاطئ عين الذئاب (الدار البيضاء)
- شاطئ سيدي رحال
- شاطئ واد مرزگ الدار البيضاء
- شاطئ الاميرة لالة مريم

### شواطئ الجديدة
- شاطئ الجديدة
- شاطئ الوليدية

## جهة مراكش آسفي

### شواطئ الصويرة

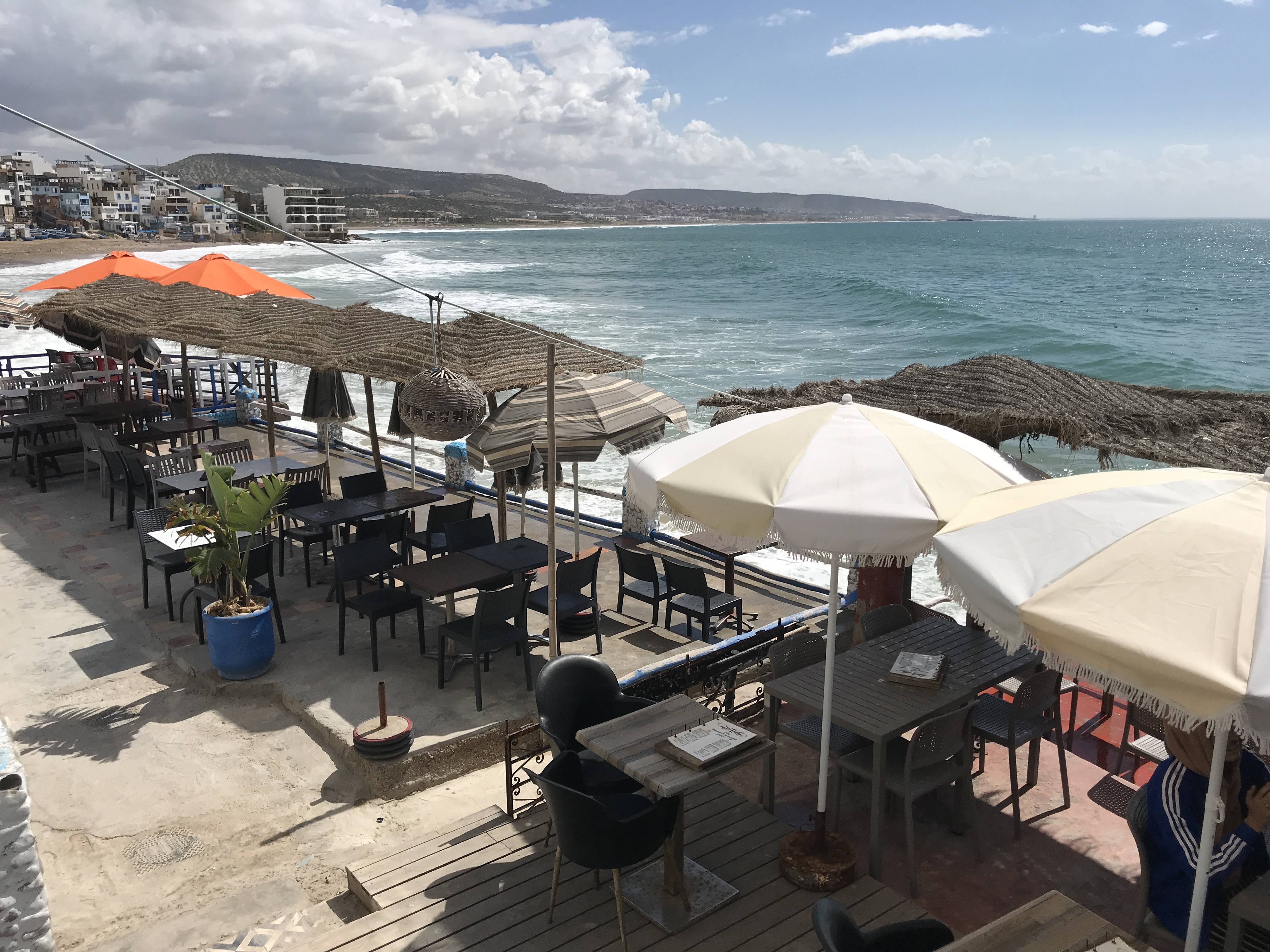
شاطئ تغازوت

- شاطئ الصويرة

## جهة سوس ماسة

### شواطئ أكادير
- شاطئ أكادير
- شاطئ إيموران
- شاطئ تغازوت
- شاطئ 25 كلم
- شاطئ إيمي وادار
- شاطئ أغروض
- شاطئ إمسوان

### شواطئ تيزنيت
- شاطئ أكلو

## جهة كلميم واد نون

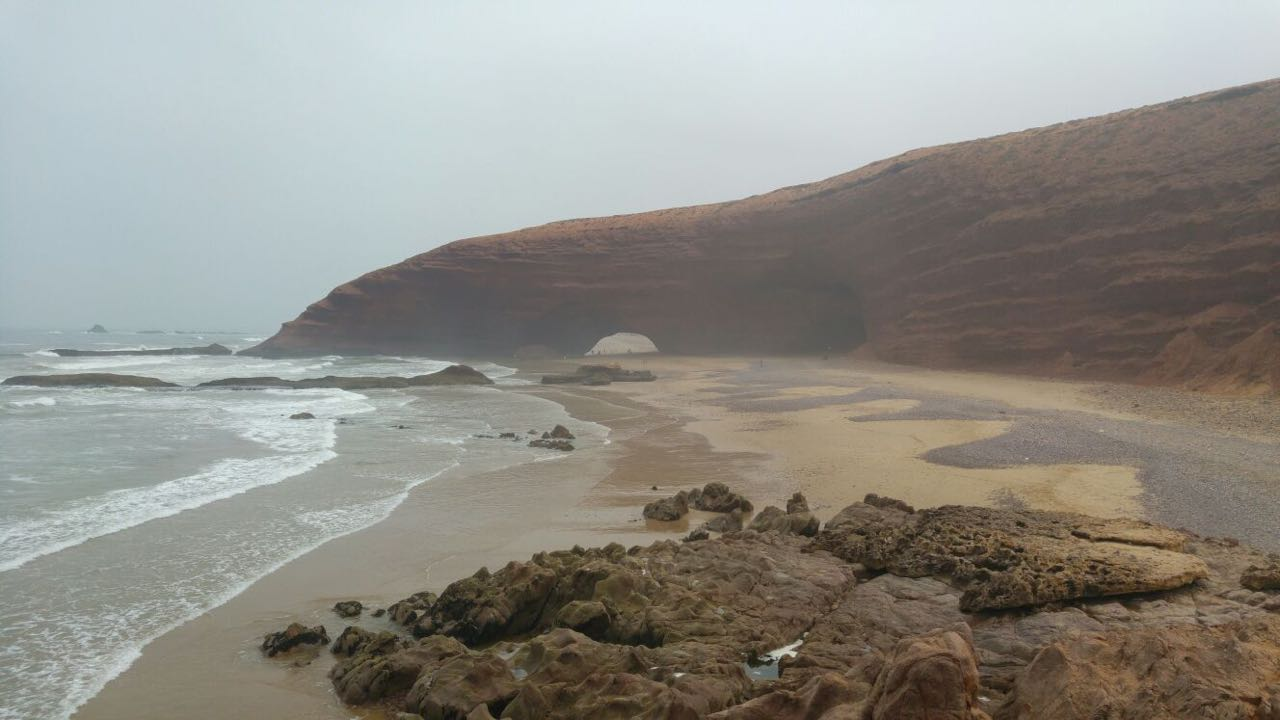
شاطئ الكزيرة

### شواطئ سيدي إفني
- شاطئ إيمي نتوكا
- شاطئ أفتاس
- شاطئ سيدي محمد بن عبد الله
- شاطئ تمحروشت
- شاطئ سيدي الوافي
- شاطئ الكزيرة

## جهة العيون الساقية الحمراء

### شواطئ العيون
- شاطئ فم الواد

### شواطئ بوجدور
- شاطئ

## جهة الداخلة وادي الذهب

### شواطئ الداخلة
- شاطئ أم لبوير

## وصلات خارجية
- Beaches for every taste